# Abraham Salmson
Abraham Salmson, född 11 juni 1806 i Stockholm, död 18 januari 1857 i Paris, var en svensk skulptör och hovgravör.
Han var son till hovgravören Salm Salmson och Fredrika Moses och gift med Rachel Jacobsson samt far till Anton Salmson. Salmson växte upp i ett konstnärligt hem och sex av hans syskon kom att arbeta inom kulturområdet. Han studerade vid Konstakademien i Stockholm på 1820-talet och tilldelades 1921 en jetong för en ornaments- och landskapsteckning. För Sammetssalen på Stockholms slott modellerade han 1826 sex lågreliefer föreställande Ymnigheten, Harmonien och de fyra årstiderna som senare göts i bly av CA Brolin. Efter skisser av Elis Chiewitz modellerade han 1847 ett Henrik Wergeland monument som restes i Oslo av danska och svenska judar. För svenska akademien tillverkade han medaljer över Lars Kagg och Fabian Wrede och vid sin död arbetade han med en medalj över Pehr Lagerhjelm som kom att fullbordas av brodern Johan Salmson. 